# 1980年8月26日月食
1980年8月26日月食为一次在协调世界时1980年8月26日出現的半影月食。該次月食半影食分為0.734、全影食分為-0.248。

## 概述
這次月食的食分是22.35。

## 基本參數
- 類型：半影月食
- 食甚資料：
  - 日期：1980年8月26日
  - 時間：3:31
  - 月球位置：赤經22.35度、赤緯-11.5度
  - 食分：半影食分：0.734、全影食分：-0.248

## 外部連結
- NASA月食專頁（页面存档备份，存于）（英文）